# Валени (Бранковени)
Валени (рум. Văleni) насеље је у Румунији у округу Олт у општини Бранковени. Oпштина се налази на надморској висини од 124 m.

## Становништво
Према подацима из 2011. године у насељу је живело 668 становника.